# 측시
측시(側視, averted vision)는 주변시를 사용하여 희미한 물체를 보는 기술이다. 대상을 직접 보는 것이 아니라, 대상에 계속 집중하면서 약간 옆으로 보는 것을 포함한다. 이 주제는 대중적인 천문학 문헌에서 논의되지만 소수의 엄격한 연구만이 이 효과를 정량화했다.
아리스토텔레스가 현재 메시에 41로 알려진 성단을 관찰하면서 보고한 것으로 보이는 등, 이 기술이 고대부터 알려졌었다는 증거가 있다. 장거리에 걸쳐 매우 희미한 빛을 볼 수 있는 이 기술은 서서 감시하는 임무를 맡은 선원들에게도 수백 세대에 걸쳐 전해졌는데, 이를 통해 밤에 다른 배나 해안 위치에서 희미한 빛을 더 잘 발견할 수 있게 되었다. 이 기술은 군사 훈련에도 사용되었다.
망원경이 있든 없든 동일한 기술을 사용할 수 있다(육안으로 측면을 보거나 망원경 시야의 가장자리를 향하여 봄). 스코프 락킹(scope rocking)이라는 추가 기술도 사용할 수 있는데, 이는 망원경을 앞뒤로 약간 움직여 시야 내에서 물체를 이동시키는 방식으로 수행된다. 이 기술은 시각 시스템이 정적인 물체보다 움직임에 더 민감하다는 사실에 기초한다.

## 같이 보기
- 주변시
- 푸르키네 효과